# 阿尔奈勒迪克
阿尔奈勒迪克（法語：Arnay-le-Duc，發音：[aʁnɛ lə dyk]），法国东部市镇，位于勃艮第-弗朗什-孔泰大区科多尔省，隶属于博讷区，其市镇面积为11.95平方公里，2022年1月1日时人口数量为1,355人，在法国市镇中排名第7,526位。
阿尔奈勒迪克位于科多尔省南部，阿鲁河畔，是这一地区的中心市镇，多个方向的公路在此交汇。

## 地名来源
“Arnay”一名的来源尚有待考证。根据当地官方网站的论述，阿尔奈勒迪克古罗马时期所在的帕古斯最初以“Arebrignus”的形式被记载，“Arnay”一名可能与此有关；“-le-Duc”这一后缀自1801年起成为官方名称的一部分，在此之前，当地的官方名称拼写为“Arnay-sur-Arroux”。

## 历史

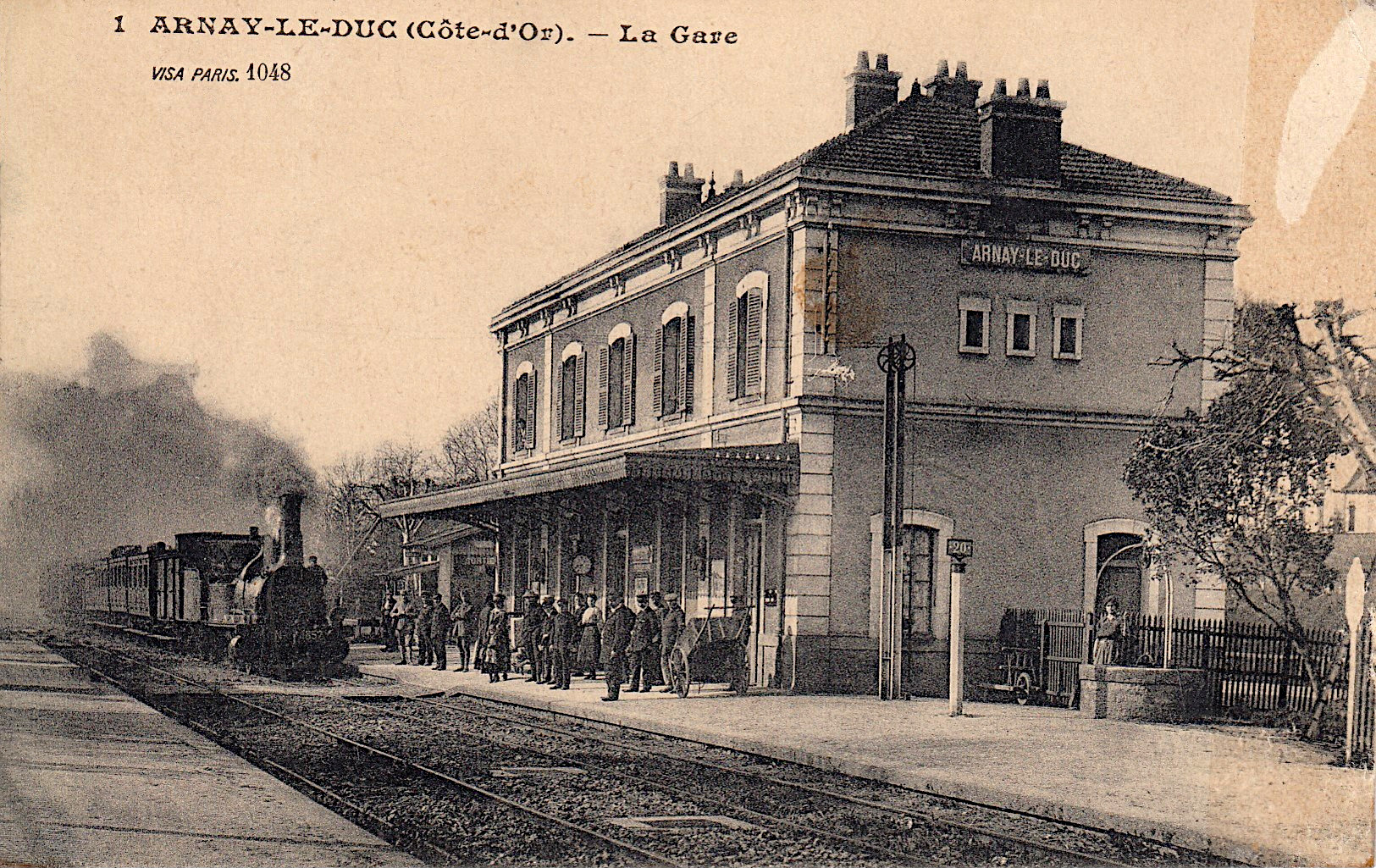
20世纪初的阿尔奈勒迪克火车站

阿尔奈勒迪克的早期历史尚不清楚，该地在古典时期就已形成聚落，彼时当地距离爱杜依人首府欧坦的步行旅程正好为一整日。中世纪时，阿尔奈成为一个区域性的交通枢纽，当地兴建了防御工事。1072年，阿尔奈领主在此修建圣洛朗教堂。1570年6月27日，加斯帕尔·德科利尼率领的新教徒军队在此地与科塞-布里萨克的阿蒂斯率领的法兰西皇家军队发生阿尔奈勒迪克战役并获得胜利。法国大革命后，阿尔奈成为科多尔省的一个市镇。1791年，阿德莱德·德·法兰西在逃往意大利的途中曾在阿尔奈被抓获。法国历史上首只由非洲引进的长颈鹿扎拉法从马赛港运往巴黎的途中曾经停阿尔奈勒迪克，法国画家让·雷蒙·布拉斯卡萨曾在此创作《途径阿尔奈勒迪克的长颈鹿》（Passage de la girafe à Arnay-le-Duc）。工业革命期间，途径阿尔奈勒迪克的埃皮纳克—普耶奈铁路建成通车，后于1953年停止客运，并于1992年彻底废弃。

## 地理

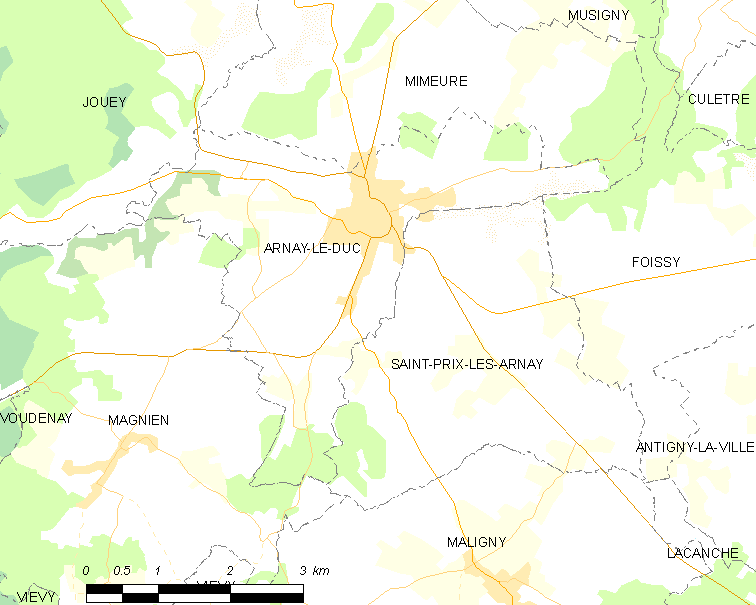
阿尔奈勒迪克市镇范围地图

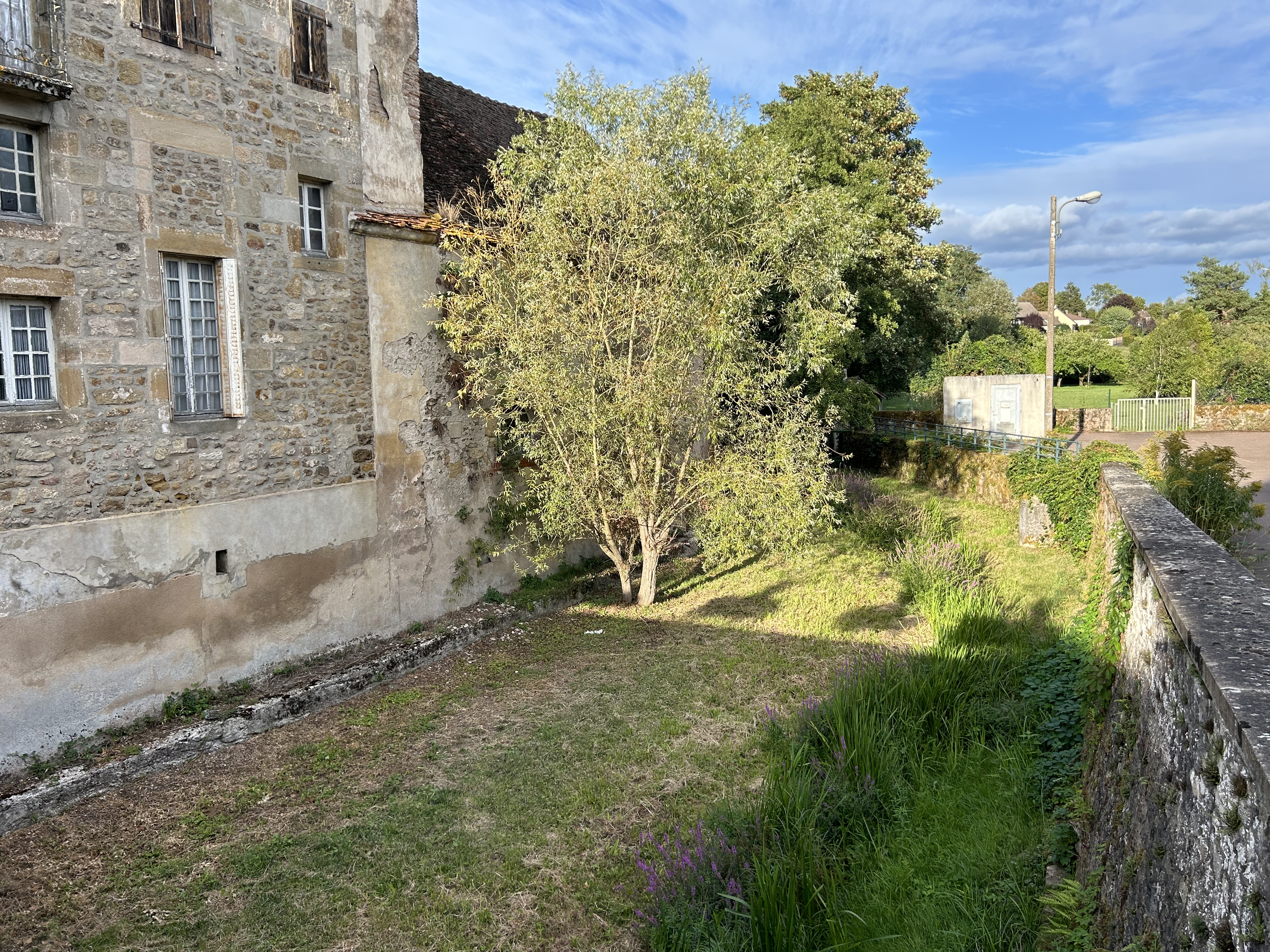
流经阿尔奈勒迪克的阿鲁河

阿尔奈勒迪克位于法国东部，勃艮第-弗朗什-孔泰大区中部和科多尔省南部，距离省会第戎大约57公里。与阿尔奈勒迪克接壤的市镇包括：茹埃、米默尔、富瓦西、马尼安和圣普里莱萨尔奈。

### 地形
阿尔奈勒迪克位于科多尔高原与莫尔旺山之间的过渡地带，境内以平原和浅丘为主，市镇中心位于一处地势较高的浅丘顶端，全境海拔在328到412米之间。

### 水文
阿尔奈勒迪克位于卢瓦尔河流域范围内，阿鲁河自东向西流经市镇中心北侧，其右岸支流米默尔溪（ruisseau de La Mimeure）在此与其交汇。

### 植被
阿尔奈勒迪克属于温带阔叶混交林区，林地多集中于河流附近，并散落分布于市镇范围内的多个区域。
在鲜花城市的评比中，阿尔奈勒迪克被评为2星级鲜花城市。

### 气候
阿尔奈勒迪克在柯本气候分类法中属于带有大陆性特征的温带海洋性气候（Cfb）。
阿尔奈勒迪克境内设有气象站，以下为该气象站的数据（其中日照数据取自第戎）：
| 阿尔奈勒迪克 1981年－2019年 | 阿尔奈勒迪克 1981年－2019年 | 阿尔奈勒迪克 1981年－2019年 | 阿尔奈勒迪克 1981年－2019年 | 阿尔奈勒迪克 1981年－2019年 | 阿尔奈勒迪克 1981年－2019年 | 阿尔奈勒迪克 1981年－2019年 | 阿尔奈勒迪克 1981年－2019年 | 阿尔奈勒迪克 1981年－2019年 | 阿尔奈勒迪克 1981年－2019年 | 阿尔奈勒迪克 1981年－2019年 | 阿尔奈勒迪克 1981年－2019年 | 阿尔奈勒迪克 1981年－2019年 | 阿尔奈勒迪克 1981年－2019年 |
| 月份                        | 1月                         | 2月                         | 3月                         | 4月                         | 5月                         | 6月                         | 7月                         | 8月                         | 9月                         | 10月                        | 11月                        | 12月                        | 全年                        |
| --------------------------- | --------------------------- | --------------------------- | --------------------------- | --------------------------- | --------------------------- | --------------------------- | --------------------------- | --------------------------- | --------------------------- | --------------------------- | --------------------------- | --------------------------- | --------------------------- |
| 历史最高温 °C（°F）         | 15.4 (59.7)                 | 18.4 (65.1)                 | 23.3 (73.9)                 | 28 (82)                     | 31.3 (88.3)                 | 35.7 (96.3)                 | 36.3 (97.3)                 | 38.7 (101.7)                | 31.4 (88.5)                 | 27.3 (81.1)                 | 21.8 (71.2)                 | 15.8 (60.4)                 | 38.7 (101.7)                |
| 平均高温 °C（°F）           | 5.2 (41.4)                  | 7.4 (45.3)                  | 11.2 (52.2)                 | 14.9 (58.8)                 | 19.1 (66.4)                 | 23.1 (73.6)                 | 24.7 (76.5)                 | 24.6 (76.3)                 | 20.2 (68.4)                 | 15.7 (60.3)                 | 9.1 (48.4)                  | 5.3 (41.5)                  | 15 (59)                     |
| 日均气温 °C（°F）           | 2 (36)                      | 3.4 (38.1)                  | 6.3 (43.3)                  | 9.4 (48.9)                  | 13.5 (56.3)                 | 16.9 (62.4)                 | 18.5 (65.3)                 | 18.4 (65.1)                 | 14.4 (57.9)                 | 10.9 (51.6)                 | 5.6 (42.1)                  | 2.4 (36.3)                  | 10.1 (50.2)                 |
| 平均低温 °C（°F）           | −1.2 (29.8)                 | −0.5 (31.1)                 | 1.5 (34.7)                  | 3.9 (39.0)                  | 8 (46)                      | 10.8 (51.4)                 | 12.3 (54.1)                 | 12.2 (54.0)                 | 8.6 (47.5)                  | 6 (43)                      | 2.2 (36.0)                  | −0.6 (30.9)                 | 5.3 (41.5)                  |
| 历史最低温 °C（°F）         | −13.5 (7.7)                 | −16.7 (1.9)                 | −15.4 (4.3)                 | −5.7 (21.7)                 | −1.2 (29.8)                 | −0.4 (31.3)                 | 4.9 (40.8)                  | 2.4 (36.3)                  | −0.4 (31.3)                 | −6.8 (19.8)                 | −12.4 (9.7)                 | −18.1 (−0.6)                | −18.1 (−0.6)                |
| 平均降水量 mm（）           | 62.9 (2.48)                 | 52.3 (2.06)                 | 57.7 (2.27)                 | 68.1 (2.68)                 | 74.2 (2.92)                 | 61.9 (2.44)                 | 71.4 (2.81)                 | 69.4 (2.73)                 | 57.1 (2.25)                 | 77.3 (3.04)                 | 87.1 (3.43)                 | 67.6 (2.66)                 | 807 (31.8)                  |
| 月均日照時數                | 63.9                        | 94.4                        | 151.3                       | 185.4                       | 212.3                       | 239.1                       | 248.3                       | 233.6                       | 181.3                       | 117.2                       | 67.8                        | 54.2                        | 1,848.8                     |
| 来源：infoclimat.fr         |                             |                             |                             |                             |                             |                             |                             |                             |                             |                             |                             |                             |                             |

## 行政区划
阿尔奈勒迪克的市镇编号为21023，邮政编号为21230。
在行政管理方面，阿尔奈勒迪克隶属于法国勃艮第-弗朗什-孔泰大区科多尔省博讷区；在地方选举方面，阿尔奈勒迪克是阿尔奈勒迪克县的中央投票站所在地，其市镇范围全境被划入科多尔省第五选区；在社会管理方面，阿尔奈勒迪克是阿尔奈地区-列奈市镇公共社区的办公驻地。
截至2023年12月，阿尔奈勒迪克市镇范围内暂无任何城市敏感街区及城市政策优先街区。
法国国家统计与经济研究所（简称）在进行数据统计时，未将阿尔奈勒迪克划入任何城市核心区（Unité urbaine）、城市区（Aire urbaine）及城市辐射区（Aire d'attraction）。此外，还将阿尔奈勒迪克市镇整体看作一个“块区”（IRIS），以便于统计人口分布情况。

## 交通

### 公路
科多尔省省道D16线、D17线、D17c线、D17j线、D36线、D906线和D981线在阿尔奈勒迪克境内交汇。勃艮第-弗朗什-孔泰大区下属的科多尔省城际客运115线、118线和129线经停阿尔奈勒迪克，可通往博讷、第戎、欧苏瓦地区普伊、欧坦等地。
| 24 | 36 |

| 24 | 17 |

| 第戎 | 59 |

| 欧苏瓦地区普伊 | 18 |

| 博讷 | 34 |

| 拉罗什波 | 27 |

| 索略 | 28 |

| 诺莱 | 27 |

2020年，59.6%的阿尔奈勒迪克家庭拥有至少一辆私人汽车。2020年，阿尔奈勒迪克境内共发生各类交通事故2起，造成2人重伤。

### 铁路
阿尔奈勒迪克位于埃皮纳克—普耶奈铁路上，该铁路已于1992年彻底废弃。
距离阿尔奈勒迪克最近的运营中的客运铁路车站为36公里外的博讷站，该站停靠往返于第戎和马孔及讷韦尔一线的区域列车，部分班次可直通巴黎和里昂。

### 航空
阿尔奈勒迪克距离多勒机场的公路里程大约98公里。

### 城市公共交通
截至2023年12月，阿尔奈勒迪克暂无任何城市公共交通系统。

## 政治

### 市政内阁

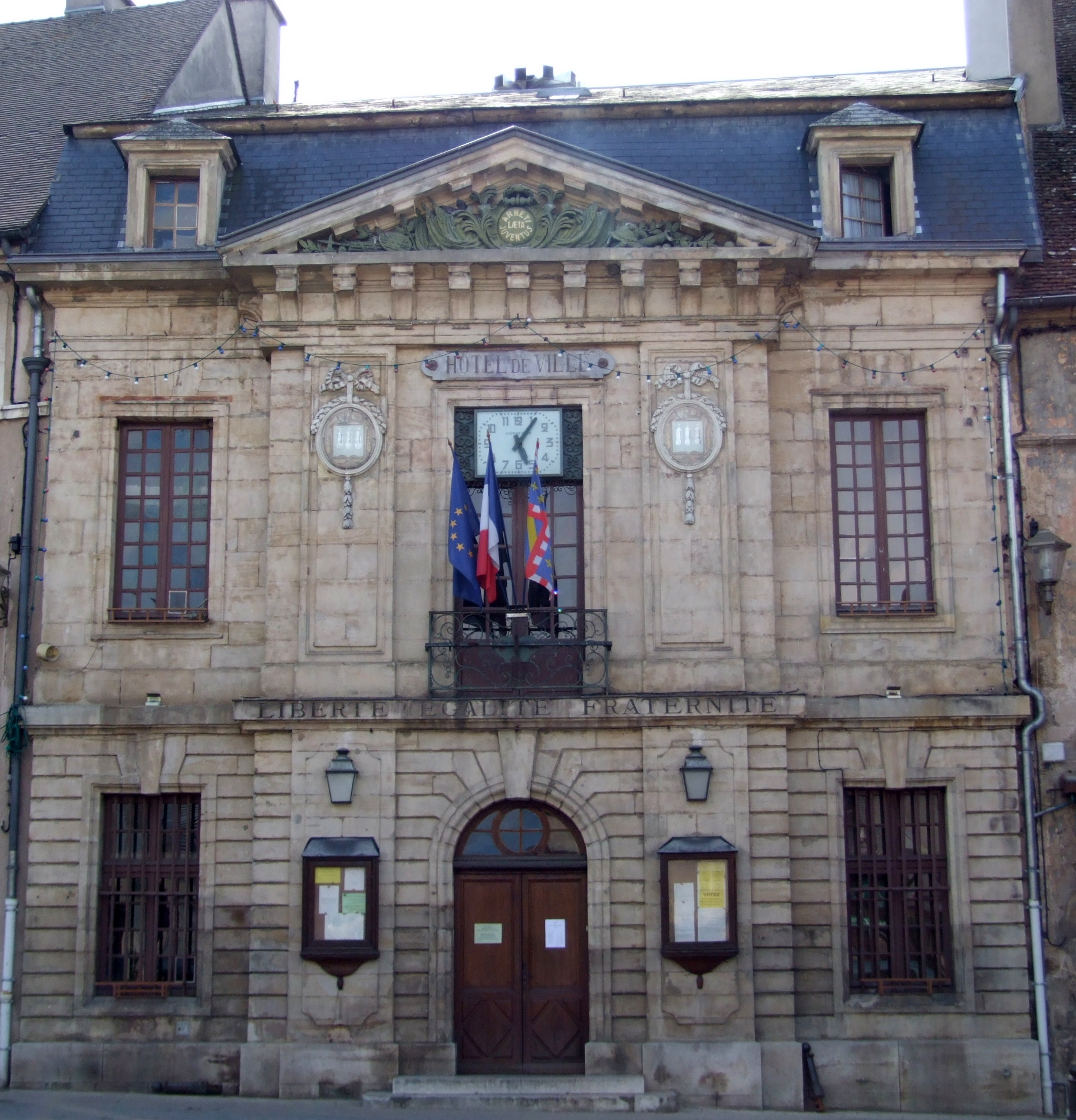
阿尔奈勒迪克市政厅

阿尔奈勒迪克的现任市长为邦雅曼·勒鲁先生（Benjamin LEROUX），他是一名无党派人士，在2020年的市政选举中获得了54.54%的支持率。
| 阿尔奈勒迪克历届市长 | 阿尔奈勒迪克历届市长              | 阿尔奈勒迪克历届市长      |
| 任期                 | 市长                              | 党派                      |
| -------------------- | --------------------------------- | ------------------------- |
| 1944年－1965年       | Claude GUYOT 克洛德·居约          | SFIO工人国际法国支部      |
| 1965年－1971年       | Henri CORDIER 亨利·科尔迪耶       | DVG左翼无党派人士         |
| 1971年－1983年       | Pierre MEUNIER 皮埃尔·默尼耶      | PCF法国共产党             |
| 1983年－1989年       | Jacques LINGUANOTTO 雅克·林瓜诺托 | DVD右翼无党派人士         |
| 1989年－1995年       | Jeanine ORLIAC 雅尼娜·奥利亚克    | DVG左翼无党派人士         |
| 1995年－2008年       | Pierre DELOINCE 皮埃尔·德卢安斯   | PS社会党                  |
| 2008年－2020年       | Claude CHAVE 克洛德·沙夫          | UMP人民运动联盟 →LR共和黨 |
| 2020年－             | Benjamin LEROUX 邦雅曼·勒鲁       | 無黨籍                    |

### 各级选举
| 阿尔奈勒迪克历届投票选举结果 | 阿尔奈勒迪克历届投票选举结果 | 阿尔奈勒迪克历届投票选举结果 | 阿尔奈勒迪克历届投票选举结果 | 阿尔奈勒迪克历届投票选举结果    | 阿尔奈勒迪克历届投票选举结果 | 阿尔奈勒迪克历届投票选举结果 | 阿尔奈勒迪克历届投票选举结果    | 阿尔奈勒迪克历届投票选举结果 | 阿尔奈勒迪克历届投票选举结果 |
| 选举项目                     | 选举范围                     | 选区单位                     | 选区单位内的选举结果         | 选区单位内的选举结果            | 选区单位内的选举结果         | 选区单位内的选举结果         | 选区单位内的选举结果            | 选区单位内的选举结果         | 参考资料                     |
| 选举项目                     | 选举范围                     | 选区单位                     | 第一轮胜出者                 | 第一轮胜出者                    | 支持率                       | 第二轮胜出者                 | 第二轮胜出者                    | 支持率                       | 参考资料                     |
| ---------------------------- | ---------------------------- | ---------------------------- | ---------------------------- | ------------------------------- | ---------------------------- | ---------------------------- | ------------------------------- | ---------------------------- | ---------------------------- |
| 2017年法國總統選舉           | 法國                         | 市镇                         |                              | 玛丽娜·勒庞                     | 27.38%                       |                              | 埃马纽埃尔·马克龙               | 58.21%                       | [ 23 ]                       |
| 2017年法国立法选举           | 科多尔省第五选区             | 市镇                         |                              | 迪迪埃·帕里                     | 35.22%                       |                              | 迪迪埃·帕里                     | 50.26%                       | [ 23 ]                       |
| 2019年欧洲议会选举           | 法國                         | 市镇                         |                              | 若尔丹·巴尔代拉                 | 34.3%                        | （不适用）                   | （不适用）                      | （不适用）                   | [ 25 ]                       |
| 2021年法国省级选举           | 科多尔省                     | 县                           |                              | 伊莎贝尔·科尼亚尔 皮埃尔·普瓦洛 | 48.15%                       |                              | 伊莎贝尔·科尼亚尔 皮埃尔·普瓦洛 | 60.4%                        | [ 26 ]                       |
| 2021年法国省级选举           | 科多尔省                     | 市镇                         |                              | 伊莎贝尔·科尼亚尔 皮埃尔·普瓦洛 | 43.88%                       |                              | 伊莎贝尔·科尼亚尔 皮埃尔·普瓦洛 | 53.04%                       | [ 26 ]                       |
| 2021年法国大区选举           |                              | 市镇                         |                              | 吉勒·普拉特雷                   | 25.71%                       |                              | 玛丽-吉特·迪费                  | 37%                          | [ 27 ]                       |
| 2022年法国总统选举           | 法國                         | 市镇                         |                              | 玛丽娜·勒庞                     | 33.06%                       |                              | 玛丽娜·勒庞                     | 53.37%                       | [ 23 ]                       |
| 2022年法国立法选举           | 科多尔省第五选区             | 市镇                         |                              | 勒内·利奥雷                     | 27.77%                       |                              | 勒内·利奥雷                     | 51.79%                       | [ 23 ]                       |

## 人口
2020年，阿尔奈勒迪克市镇人口数量为1,377，在法国排名第7,526位。其中男性622人，女性755人，75岁及以上人口占17.4%，外籍人口数量为68人，人口密度为115人/平方公里，当地居民被称为（男性）或（女性）。2022年，阿尔奈勒迪克境内出生8人，死亡人口45人。
| 阿尔奈勒迪克1901年－2020年人口变化情况 |
|                                        |
| 数据来源：Cassini、INSEE               |

## 经济
阿尔奈勒迪克是一个区域性的中心城市。截至2023年12月，阿尔奈勒迪克市镇范围内共有各类用人单位（包含自雇）284家，平均历史为21年，其中99.41%为中小型企业（PME），2023年10月至12月间，当地的经济活力指数为0。（采石）、（零售）及（招聘中介）是当地2021年营业额最高的三个企业，分别为37,429,544欧元、3,273,892欧元和2,641,712欧元。

## 财政与居民收入
2021年，阿尔奈勒迪克的财政收入总额为1,359,840欧元，财政支出总额为1,098,520欧元，当年的债务总额为1,773,560欧元。2021年，阿尔奈勒迪克市镇通过增值税获得9,610欧元的收入，此外当地还共获得了37,310欧元的国家直接财政补助。
2019年，阿尔奈勒迪克的人均月收入总额为1,800欧元，低于法国平均水平（2,303欧元）。
2020年，阿尔奈勒迪克境内的青壮年（15至64岁）失业率为11.5%；2022年，当地36.2%的家庭拥有纳税资格，平均纳税2,812欧元，低于法国平均水平（4,393欧元）。

## 社会事务

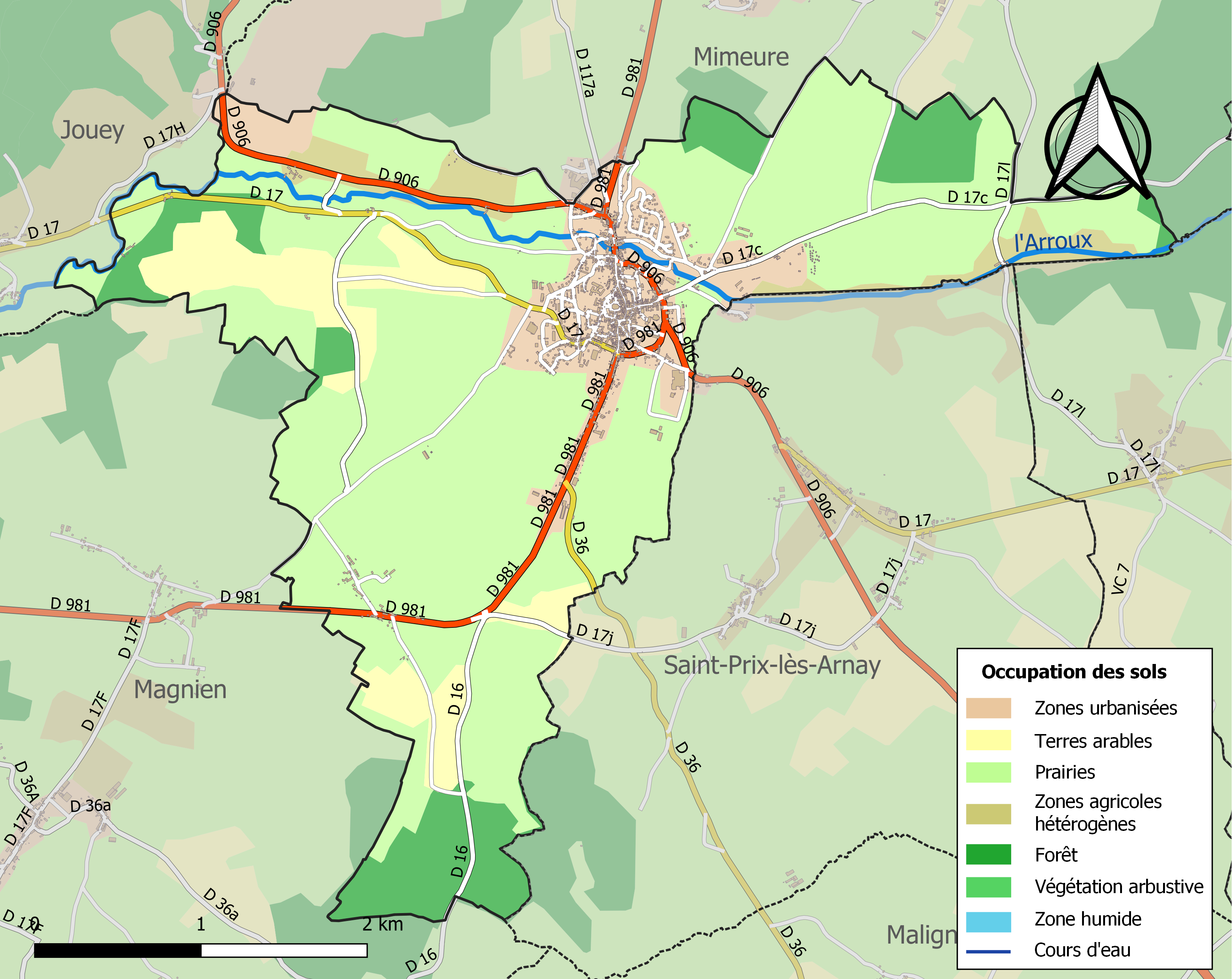
阿尔奈勒迪克土地利用情况地图

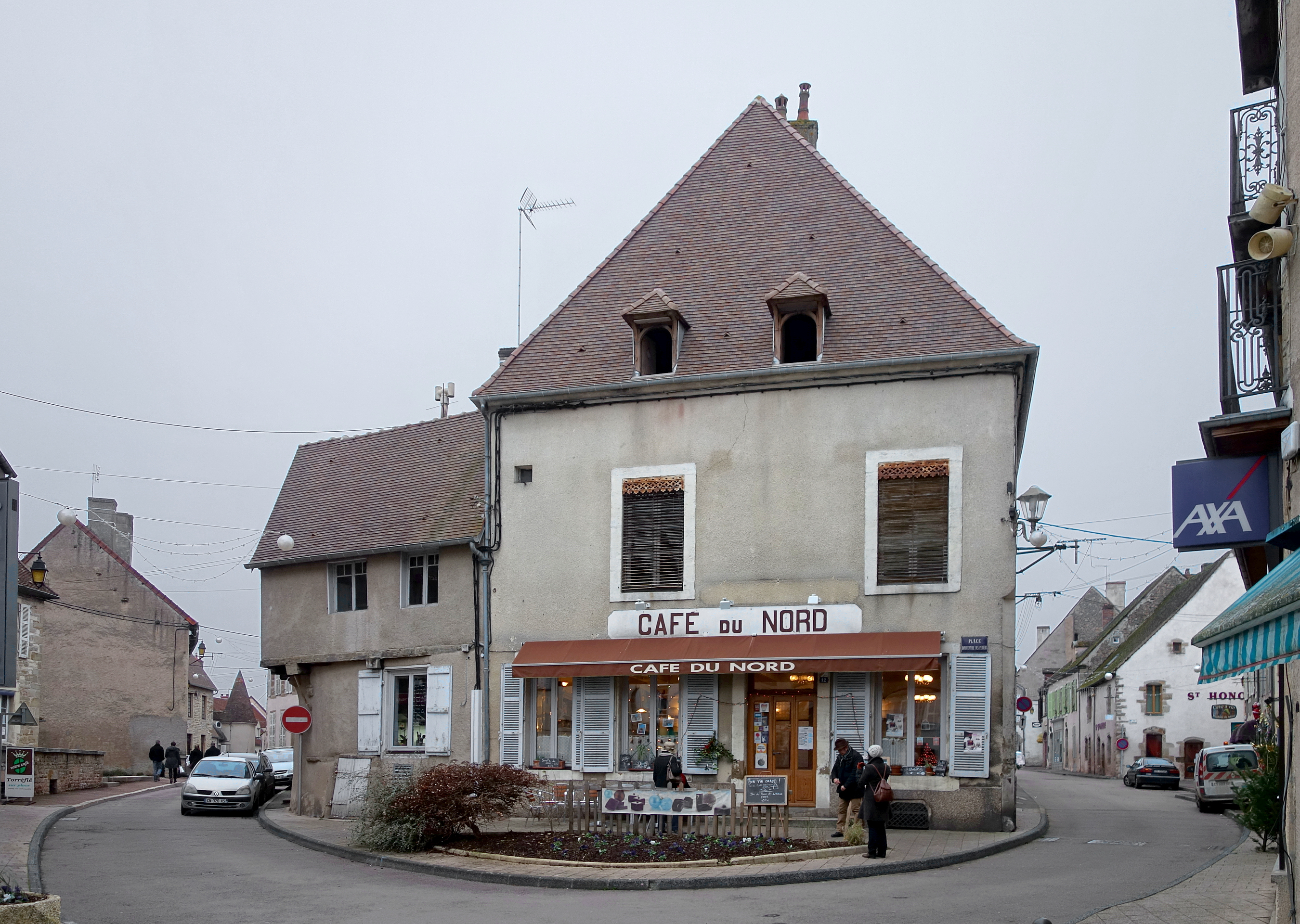
镇中心的一处咖啡厅

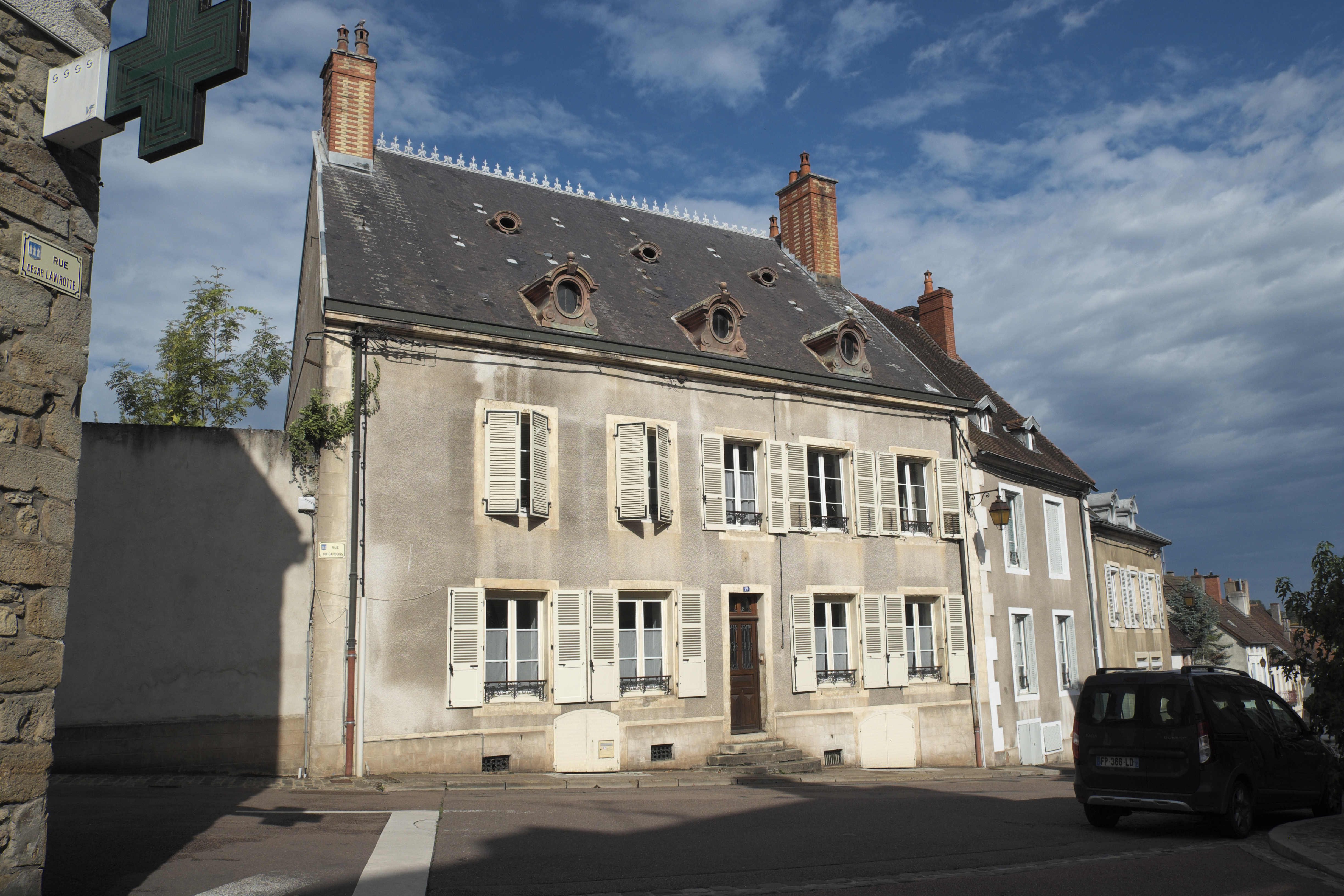
传统民居

### 教育
阿尔奈勒迪克属于第戎学区。截至2021年1月1日，阿尔奈勒迪克境内共有1所幼儿园、2所小学和1所初级中学。2021至2022学年度，阿尔奈勒迪克境内共有在校中等教育阶段学生156名。

### 医疗
截至2021年1月1日，阿尔奈勒迪克境内共有全科医生4名、保健师4名、牙医2名、护士13名、药房2家、养老院1家。
距离阿尔奈勒迪克最近的区域性医疗机构为博讷民用医院（Hospices Civils de Beaune），其主病区博讷主宫医院位于博讷市区，距离阿尔奈勒迪克市区的正常车程大约33分钟，该院设有床位284个，是当地规模最大的公立综合性医院。

### 住房
2020年，阿尔奈勒迪克境内共有各类住房946套，其中64.8%为独立式居民区，34.7%为集中式居民区。常住房屋占阿尔奈勒迪克市镇范围内居民建筑总量的75.3%。
在住房保障政策方面，2022年，阿尔奈勒迪克境内共有150户家庭获得了住房经济补助，受益人数占总人口数量的12.1%，其中142份为房租补助。

### 商业
2021年，阿尔奈勒迪克境内共有各类实体商铺54家，其中餐厅4家、大型超市4家、杂货店1家、面包房2家、肉铺1家、银行门店2家、美容美发店4家、汽车维修店2家。阿尔奈勒迪克镇中心建有家乐福、bi1、Gamm Vert等超市。

### 体育
2021年，阿尔奈勒迪克境内共有1间体育馆、1座综合体育场、4处网球场以及1处足球或橄榄球场。
截至2023年12月，阿尔奈勒迪克境内暂无任何注册足球俱乐部。

### 环境
阿尔奈勒迪克的环境事务由其所属的阿尔奈地区-列奈市镇公共社区联合各级政府协调负责。2021年，阿尔奈勒迪克境内暂无污染企业。

### 治安
2021年，阿尔奈勒迪克市镇范围内有1处宪兵队。
阿尔奈勒迪克及其附近的共185个市镇是博讷国家宪兵队（zone gendarmerie de Beaune）的管辖范围。2020年，该宪兵队累计记录各类案件1,897起，其中盗窃类案件937起，经济类案件283起，毒品交易类案件113起。

## 文化

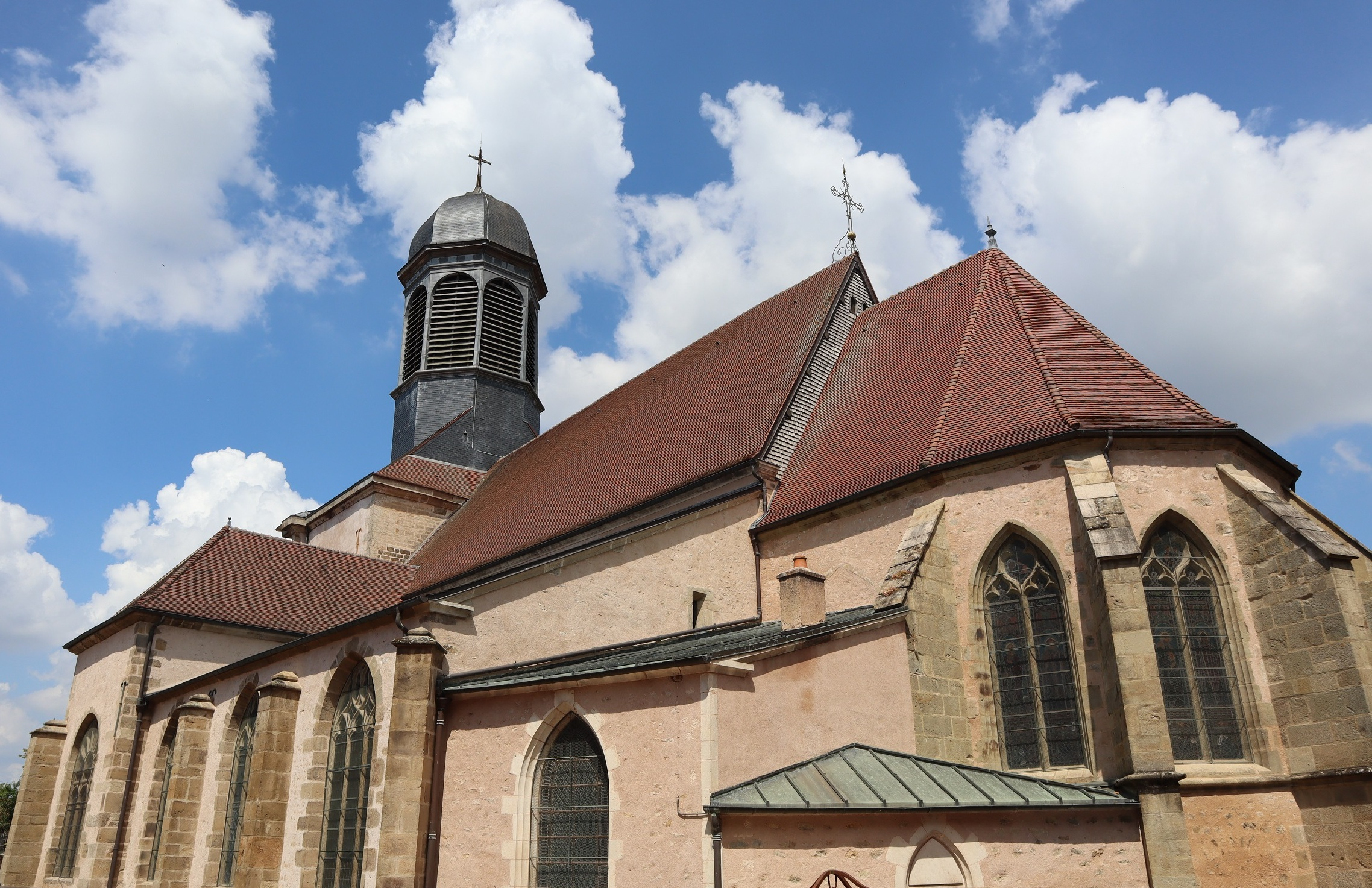
圣洛朗教堂

2021年，阿尔奈勒迪克境内暂无任何文化设施。阿尔奈勒迪克境内建有市政多媒体中心（Médiathèque municipale），每周二、三、五、六向公众开放。

### 建筑
阿尔奈勒迪克境内有多处历史建筑，其中圣洛朗教堂、圣伯多禄主宫医院（Hospice Saint-Pierre）等为法国国家文物保护单位。

### 旅游
阿尔奈勒迪克的旅游事务由其所属的阿尔奈地区-列奈市镇公共社区联合各级政府协调负责。2023年，阿尔奈勒迪克境内共有1家酒店共计10间房间；另有1个露营地，可容纳共203辆露营车。

### 媒体
法国主要的媒体均可在阿尔奈勒迪克接收，法国电视三台下属的勃艮第-弗朗什-孔泰大区频道在部分时段播出阿尔奈勒迪克所在科多尔省的地方新闻。《公共财产报》、蓝色法兰西勃艮第广播等是当地主要的地方性媒体。

## 相关人物
法国翻译家博纳旺蒂尔·德佩里耶出生和逝世于阿尔奈勒迪克。

## 友好城市
截至2023年12月，阿尔奈勒迪克共与一座城市建立了友好城市关系：
- 德国 Wörrstadt